# Noam Sheriff

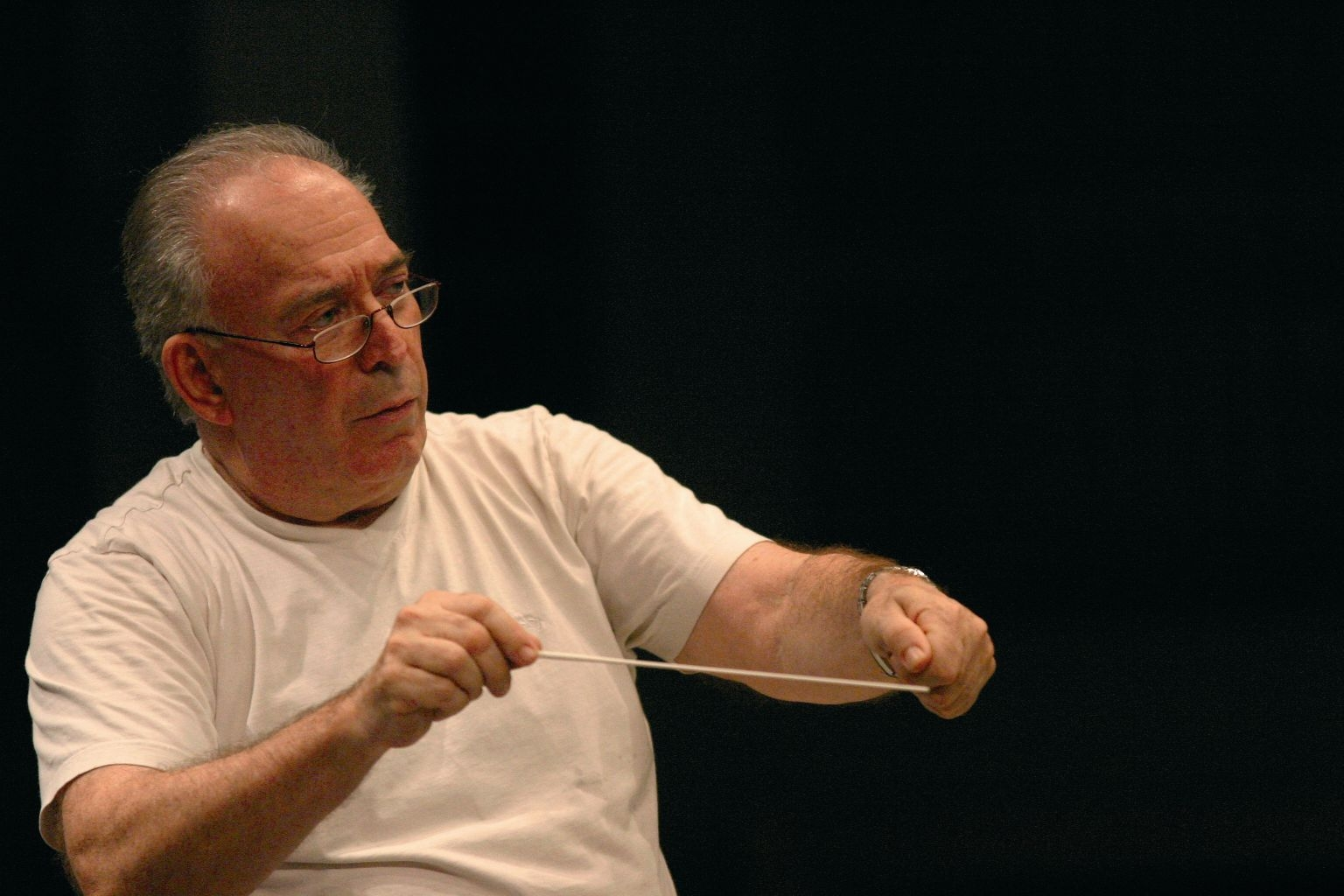
Noam Sheriff (2008)

Noam Sheriff (hebräisch נועם שריף; geboren am 7. Januar 1935 in Tel Aviv; gestorben am 25. August 2018 in Netanja) war ein israelischer Komponist.

## Leben
Sheriff studierte bei Paul Ben-Haim in Tel-Aviv, Boris Blacher in Berlin und Igor Markevitch in Salzburg Komposition und Dirigieren und an der Universität von Jerusalem Philosophie. Seinen Durchbruch als Komponist feierte er mit Festival Prelude, einem Werk, das Leonard Bernstein 1957 mit dem Israel Philharmonic Orchestra zur Eröffnung des Mann Auditoriums in Tel Aviv uraufführte. Von 1963 bis 1989 unterrichtete er Komposition und Dirigieren in Tel Aviv und Jerusalem. 1990 wurde er Professor der Rubin-Akademie von Tel Aviv, die er von 1998 bis 2000 leitete. Daneben war er von 1973 bis 1982  Leiter des Kibbuz-Kammerorchesters, unterrichtete in der Zeit von 1983 bis 1986 Instrumentation an der Musikhochschule Köln und war von 1989 bis 1995  Musikdirektor des Israel Symphony Orchestra Rishon-LeZion. Ab 2002 war er Direktor des Israel Chamber Orchestra, 2004 übernahm er die Leitung des New Haifa Symphony Orchestra.
Im Jahr 2011 wurde ihm der Israel-Preis verliehen.
Sheriff war mit der Komponistin Ella Milch-Sheriff verheiratet, sie haben zwei Söhne.

## Werke (Auswahl)
- Festival Prelude, 1957
- Heptaprism, Ballett, 1965
- Confession für Violoncello solo, 1966
- Israel-Suite, 1967
- May Ko Mashma Lan..., Essay für Harfe und Streichquartett, 1976
- Essay für Streichorchester, 1977
- La Follia Variations, 1984
- Wiederbelebung der Toten, 1985
- Sephardische Passion, 1992
- Scarlattiana, Klavierkonzert, 1994
- Psalmen von Jerusalem, 1995
- Wenn das Pendel der Liebe schwingt..., Sechs Lieder nach Paul Celan, 1996
- Akeda, 1997
- Bereshit (Genesis) für 2 Knaben, Kinderchor und Orchester, 1998